# Leptoctenopsis plagiogramma
Leptoctenopsis plagiogramma är en fjärilsart som beskrevs av Louis Beethoven Prout 1916. Leptoctenopsis plagiogramma ingår i släktet Leptoctenopsis och familjen mätare. Inga underarter finns listade i Catalogue of Life.